# ステノペリクス
ステノペリクス(Stenopelix) (「狭い骨盤」の意)は、小型周飾頭類に属する恐竜の属の一つで、おそらく基盤的な角竜類である。ドイツの白亜系下部で発見された。前期白亜紀ベリアシアン期後期(1億4000万年前)に生息していた。本属は頭骨を欠いた部分骨格のみで知られ、骨盤の形質に基づいて分類されている。

## 発見と種

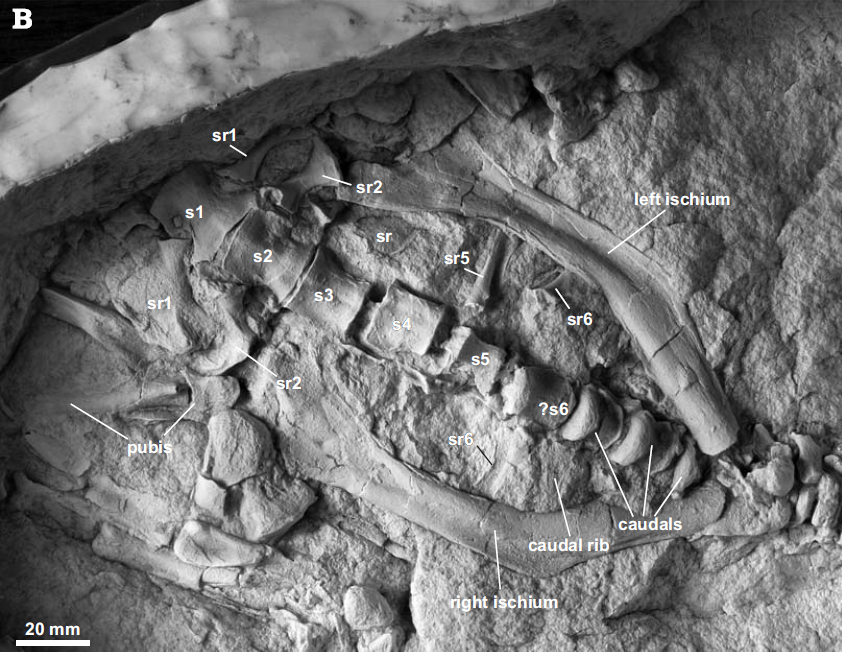
腸骨周りのキャスト

1855年、ドイツはハールのビュッケブルク近郊の砂岩採石場で小型恐竜の化石が発見された。ほとんどの骨は保存状態が悪く、プレパレーションの際に除去され、プレートとカウンタープレートに2組の中空の印象を残していた。 二つのプレートは完全には重なっていない。この空洞は天然のモールドとしての役割を果たしており、標本の研究を容易にするために石膏とラテックスでいくつかの鋳型を作るために使用されてきた。 元々はビュッケブルクの Gymnasium Adolfinum に保存されている Max Ballerstedt のコレクションの一部であったが、1976年にゲオルグ・アウグスト大学(Georg-August-Universität Göttingen)に移され、現在はGeowissenschaftliches Zentrum der Universität Göttingen に収蔵されている。
1857年、この化石に基づきクリスチャン・アーリッヒ・ヘルマン・フォン・マイヤー(Christian Erich Hermann von Meyer)が模式種ステノペリクス・ヴァルデンシス(Stenopelix valdensis)を記載した。この属名は古代ギリシア語で「狭い骨盤」を意味する。種小名はヴァルタン層に因む。ホロタイプGZG 741/2 (元 GPI 741-1, 2)はオベールニッヒェン・ザントスタイン層で発見され、頭骨と頸椎を欠くほぼ完全な骨格の印象を含んでいる。

## 系統発生

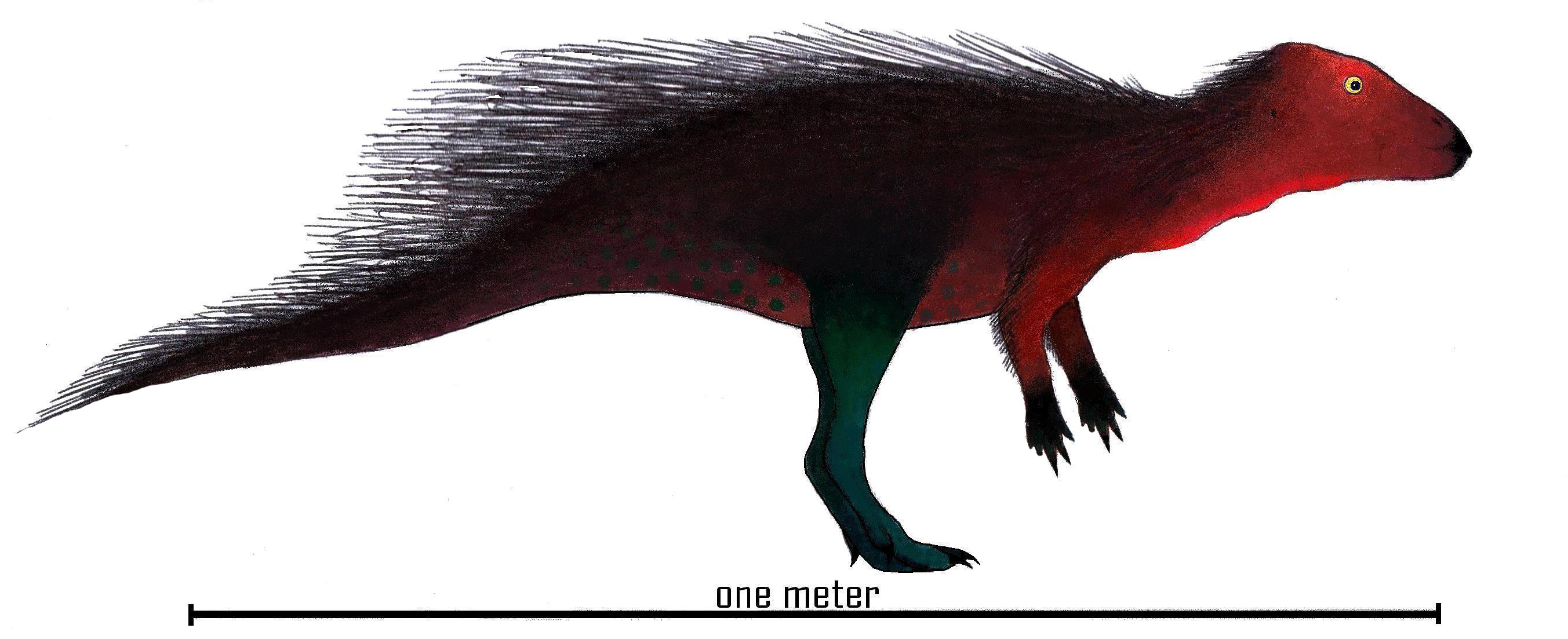
生体復元図

ステノペリクスの分類は論争の的となっており、頭骨が欠損していることから、これまでも問題視されてきた。1960年代以前はしばしば何らかの鳥脚類に分類されていたが、1974年にはテレサ・マリアンスカがこの種を堅頭竜類に分類することを提案した。マリアンスカは寛骨臼から恥骨が明らかに除外されていること、および明瞭な尾肋骨が存在することから、この個体は最古の堅頭竜のひとつであると示唆した。1982年にピーター・ガルトンは、恥骨が実際には寛骨臼の一部であり、いわゆる「尾肋骨」は仙椎の肋骨であることを示した。斜骨の湾曲や鈍頭孔がないことは、他の堅頭竜類には見られない特徴であった。 ガルトンはステノペリクスを角竜類と結論づけた。
その後、ポール・セレノによる正確な類型論的な分析により再び堅頭竜類に位置するとされた。しかしリチャード・J・バトラーとロバート・M・サリヴァンは、本種の堅頭竜類の共有派生形質とされた特徴は角竜類にも確認されるものであり、角竜類に属する可能性があることから、この種を不定の周飾頭類と見なし、堅頭竜類であると断定することは不正確同定あるいは、まとまりを欠くものであるとして認めていない。2011年のバトラーらによる系統解析では、ステノペリクスは角竜の基盤的メンバーで、インロンの姉妹群に位置づけられている。

## 古生物科学
ステノペリクスは小型植物食動物であった。保存されている腰と尾の長さは97cmで、大腿骨の長さは14cmである。本種は骨盤のいくつかの細部で他の種と区別できる。腸骨の軸部は一様に先細りしており、最後は丸みを帯びた点で終わる。腸骨の軸部は中央部が最も太く、特徴的なくびれを示す。